# Protopopinci (Bułgaria)
Protopopinci (bułg. Протопопинци) – wieś w północno-zachodniej Bułgarii, w obwodzie Widin, w gminie Czuprene. Według danych szacunkowych Ujednoliconego Systemu Ewidencji Ludności oraz Usług Administracyjnych dla Ludności, 15 grudnia 2018 roku miejscowość liczyła 78 mieszkańców.
Protopopinci jest niewielką wsią położoną po obu stronach Czuprenskiej rzeki.